# Lepanthopsis melanantha
Lepanthopsis melanantha är en orkidéart som först beskrevs av Heinrich Gustav Reichenbach, och fick sitt nu gällande namn av Oakes Ames. Lepanthopsis melanantha ingår i släktet Lepanthopsis och familjen orkidéer. Inga underarter finns listade i Catalogue of Life.